# Orbione izuensis
Orbione izuensis är en kräftdjursart som beskrevs av Sueo M. Shiino 1949. Orbione izuensis ingår i släktet Orbione och familjen Bopyridae. Inga underarter finns listade i Catalogue of Life.